# NGC 6066
NGC 6066 (również PGC 57230) – galaktyka eliptyczna (E), znajdująca się w gwiazdozbiorze Węża. Odkrył ją Lewis A. Swift 19 czerwca 1887 roku.